# Apollinaris van Valence
Apollinaris van Valence (Gallia Lugdunensis, 5e eeuw – Koninkrijk der Bourgondiërs, circa 520) was bisschop van Valence van circa 495 tot circa 520. Het bisdom Valence behoorde destijds tot het koninkrijk der Bourgondiërs. Apollinaris werd heilig verklaard.

## Levensloop

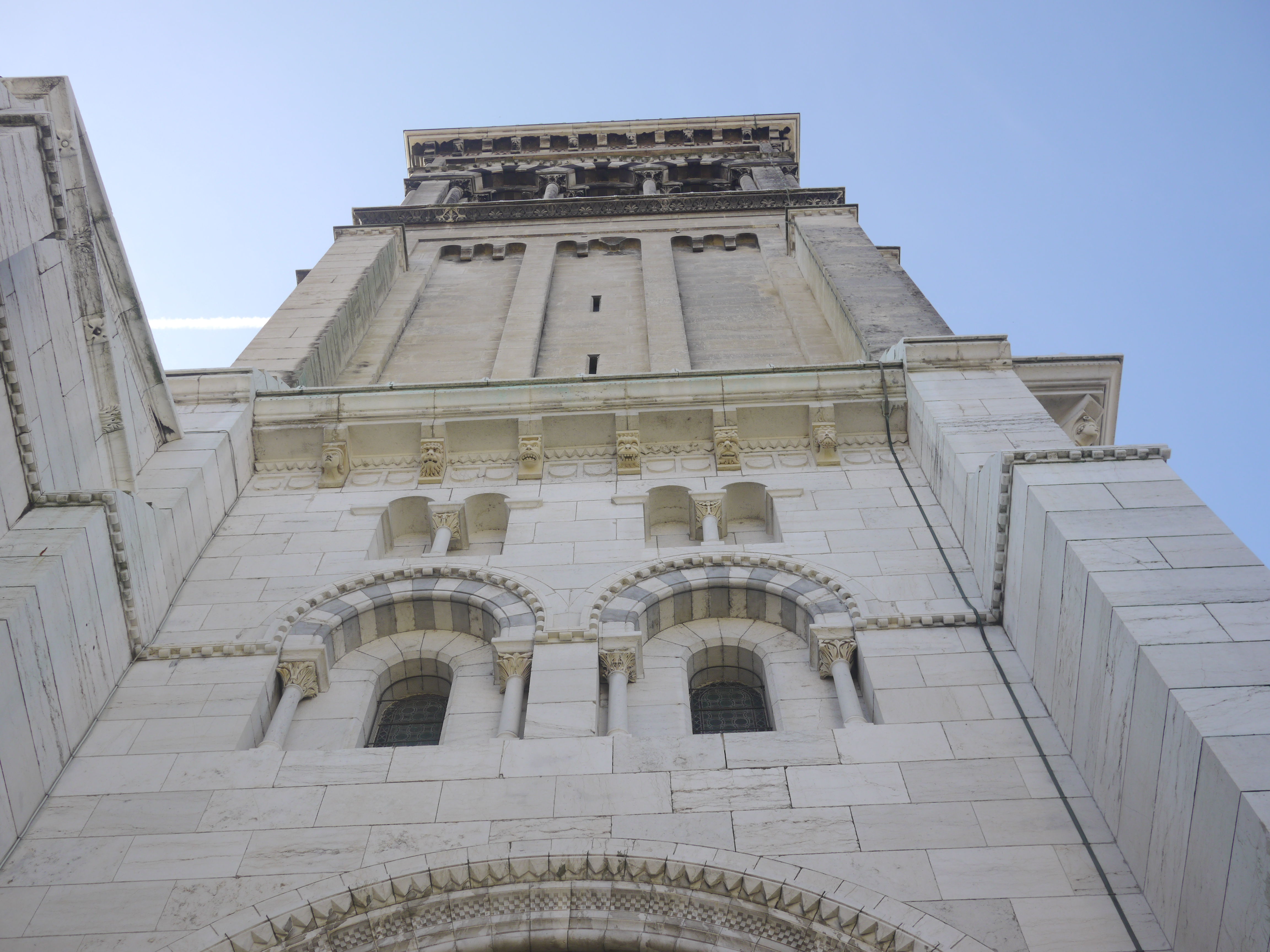
Sint-Apollinariskathedraal van Valence

Apollinaris groeide op bij een welgestelde Gallo-Romeinse familie (midden 5e eeuw). Zijn broer was, volgens de traditie, Avitus van Vienne, bisschop van Vienne. Apollinaris werd bisschop van Valence na de val van het West-Romeinse Rijk, en dit in opvolging van bisschop Valdebert. De bisschopszetel was jaren leeg gebleven tussen Valdebert en Apollinaris.
In 499 was Apollinaris aanwezig op een conferentie van Bourgondische bisschoppen in Lyon. De conferentie werd voorgezeten door Gundobad, koning van de Bourgondiërs. Vandaar dat aangenomen wordt dat Apollinaris tot bisschop van Valence was aangesteld circa 495. Op deze conferentie was Apollinaris, zoals zijn broer Avitus, een tegenstander van de bisschoppen die het arianisme aanhingen. 
In 517 was hij aanwezig op het Concilie van Epaon of Albon in het koninkrijk Bourgondië. Koning Sigismund volgde Gundobad op in de periode van het Concilie van Epaon. Sigismund verbood het arianisme in zijn land. 
Bisschop Apollinaris viel nochtans in ongenade bij Sigismund omdat hij de huwelijksontrouw van de koning aankloeg. Apollinaris werd verplicht in ballingschap te gaan. Hij trok stroomafwaarts de Rhône naar Avignon en Arles. In Arles gaf aartsbisschop Caesarius hem onderdak. Apollinaris stierf in het koninkrijk Bourgondië circa 520. 
Na zijn dood werd Apollinaris heilig verklaard. Zijn stoffelijk overschot maakte een omzwerving tot het uiteindelijk begraven werd in de basiliek van Valence. De basiliek was op dat moment toegewijd aan de heiligen Cornelius en Cyprianus. De basiliek van Valence kreeg er een derde patroonheilige: de heilige Apollinaris. Toen later de Romaanse kathedraal verrees, was deze uitsluitend toegewijd aan Apollinaris: de Sint-Apollinariskathedraal van Valence.